# Гофер-полифем
Гофер-полифем, или черепаха-гофер (лат. Gopherus polyphemus) — вид сухопутных черепах.

## Описание

### Внешний вид
Панцирь высокий, куполообразный или немного приплюснутый. Карапакс светло-коричневый, по краям щитков есть чёрная оторочка. Размеры панциря взрослых особей колеблются от 23,5 до 36,8 см. Голова и ноги очень тёмные, почти чёрные. Передние ноги сильно уплощённые с короткими и широкими когтями — своеобразные «лопаты» для рытья почвы.

### Распространение и места обитания
Когда-то был обычен на юго-востоке США. К концу XX века численность на большей части ареала была сильно подорвана, уцелевшие популяции продолжают уменьшаться. Исторический ареал гофера-полифема тянется от побережья Южной Каролины через южную Джорджию и большую часть полуострова Флорида и на восток через южную Алабаму и Миссисипи до восточной Луизианы. Есть популяции на островах у побережья Флориды.
Эти черепахи обитают на сухих песчаных почвах, пригодных для рытья нор. Типичная среда их обитания — песчаные холмы с сосновыми и дубовыми редколесьями на хорошо прогреваемых солнцем участках.

### Поведение и экологическая роль вида
Выкапывают для себя норы протяжённостью до 10—14 метров. Ход норы опускается наклонно, доходя до твёрдых слоёв, или заканчивается над зеркалом грунтовых вод. В конце хода есть камера размером 1,5 на 4 м. За сезон один гофер-полифем использует как минимум три таких норы. Эти животные впадают в своей норе в зимнюю спячку. Она проходит с ноября или декабря по март, при температуре 13—15  °C.
В районах, где черепахи многочисленны, их норы придают местности своеобразный вид. В норах поселяются разные мелкие животные, в основном членистоногие, но также и лягушки, змеи, кролики, крысы, виргинские опоссумы, еноты. Гоферовая лягушка (Lithobates capito) и гоферовая змея (Pituophis catenifer) получили свои названия именно за привязанность к норам гоферов.

### Питание
Питаются эти черепахи травами, опавшими листьями, цветами, плодами и грибами. Иногда поедают насекомых. Для молодых особей в рационе особенно важны бобовые.

### Размножение и развитие
Спариваются с апреля до начала июня. Яйца белые, почти сферические по форме, около 40 мм в диаметре, с толстой кальцинированной скорлупой. Самка обычно откладывает их в норе поблизости от входа. В северной Флориде в кладке бывает в среднем 5 яиц, а в юго-западной Джорджии — 7. Время инкубации 80—110 дней. Новорождённые черепахи сразу после вылупления роют себе норы. В первые годы жизни гоферы-полифемы часто становятся жертвами хищников, в основном различных млекопитающих. В северной Флориде средняя смертность среди этих черепах от откладки яиц до годовалого возраста составляет 94,2 %.
Половой зрелости черепахи достигают в 16—21 год, а продолжительность их жизни составляет 40—60 лет.
Есть случаи размножения в неволе.

## Гофер-полифем и человек
Численность вида сокращается из-за интенсивного землепользования, гибели черепах на дорогах и отравления ядохимикатами, применяемыми для обработки сельскохозяйственных культур.
Необходима охрана природных мест обитания черепахи от пожаров, происходящих из-за поджогов опавшей листвы. Низкая плодовитость делает популяции очень уязвимыми перед переловом. К концу XX века использование гоферов-полифемов в пищу и вылов с иными целями сократились. Раньше местные жители активно употребляли этих черепах в пищу, о чём говорят их полушутливые названия: «флоридский цыплёнок», «джорджийский бекон» и так далее.
Охраняется законом во Флориде, Алабаме и Южной Каролине.

## Иллюстрации

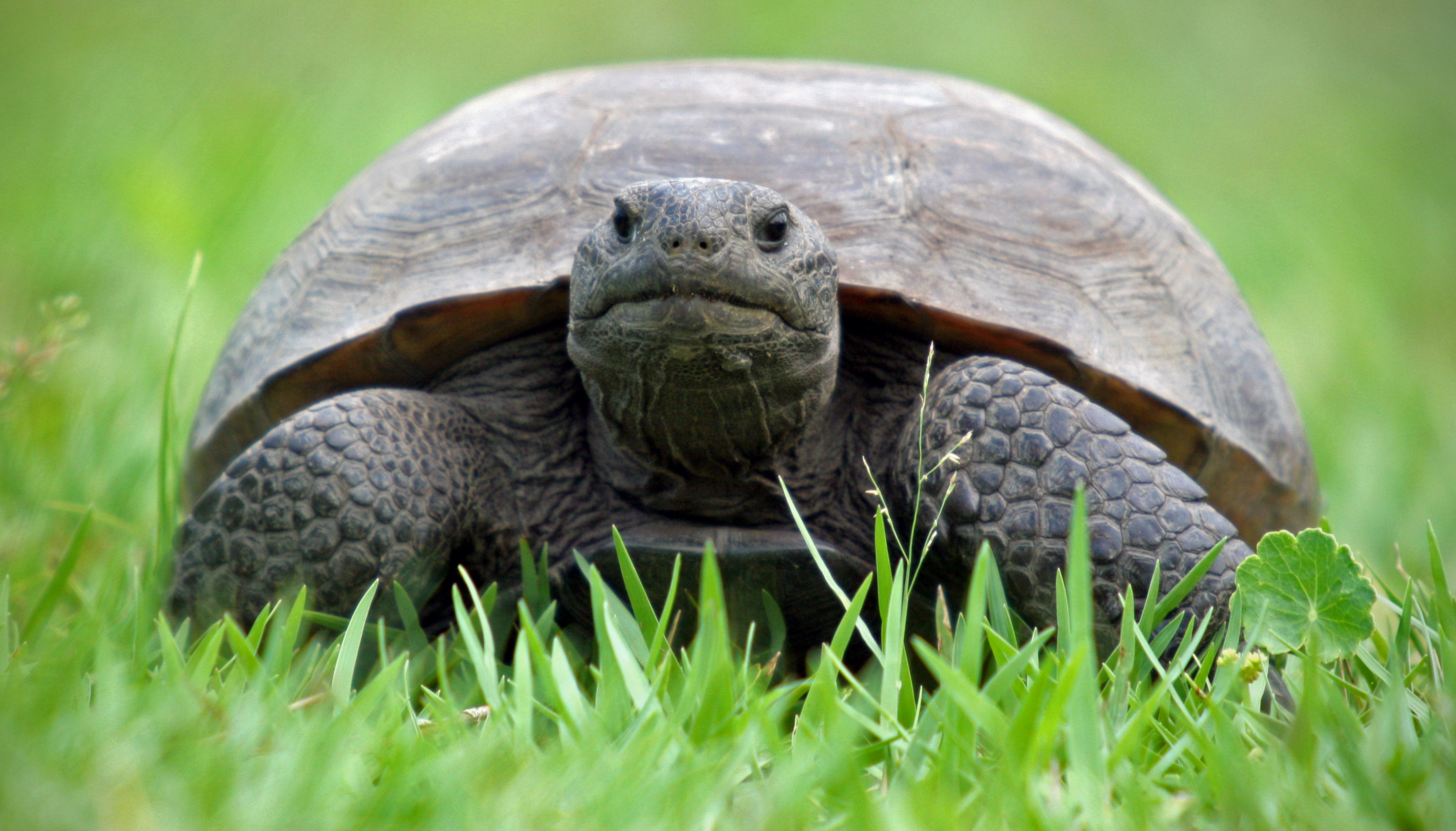
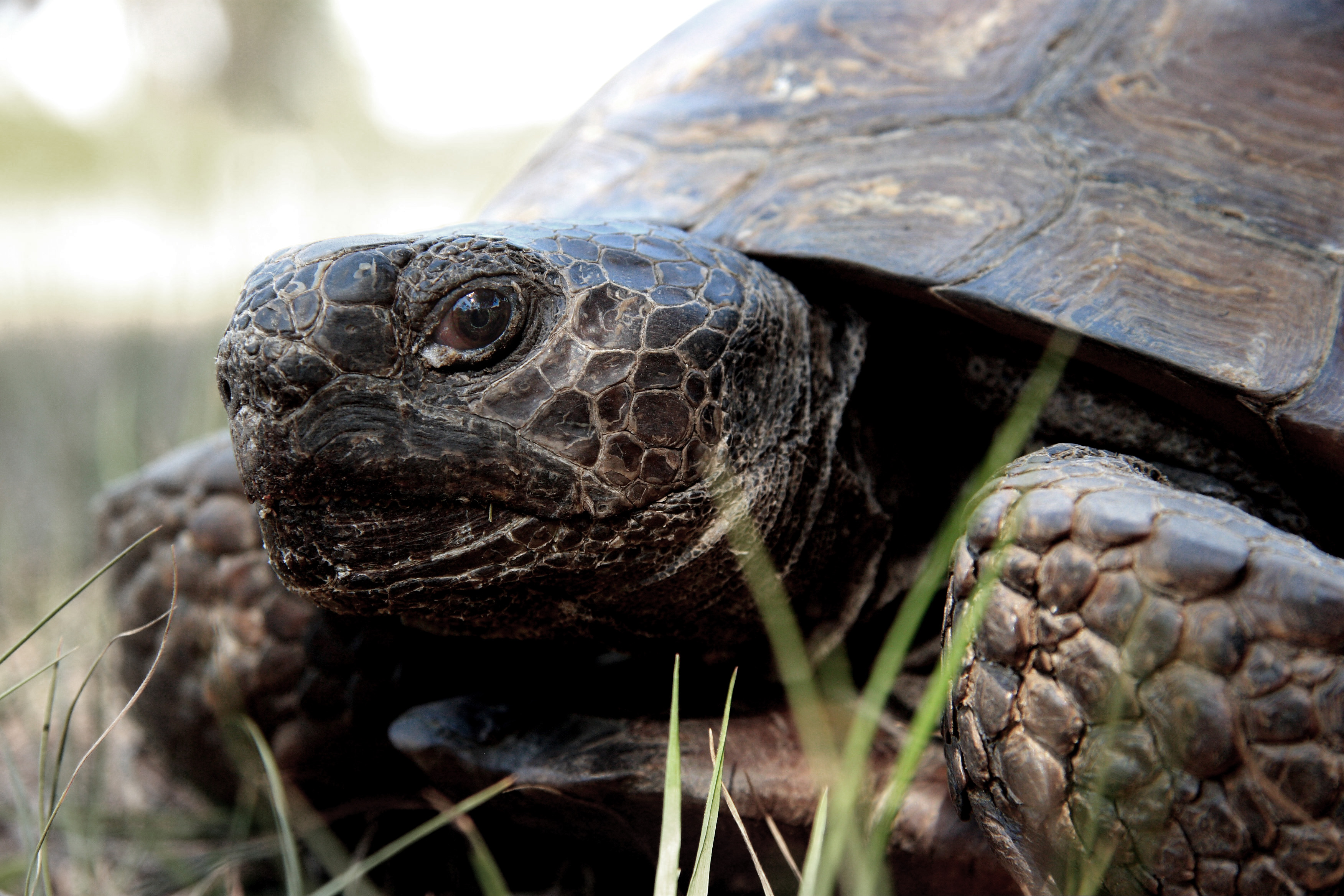
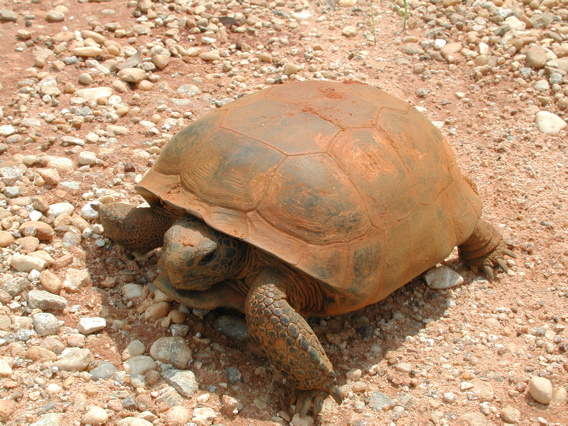
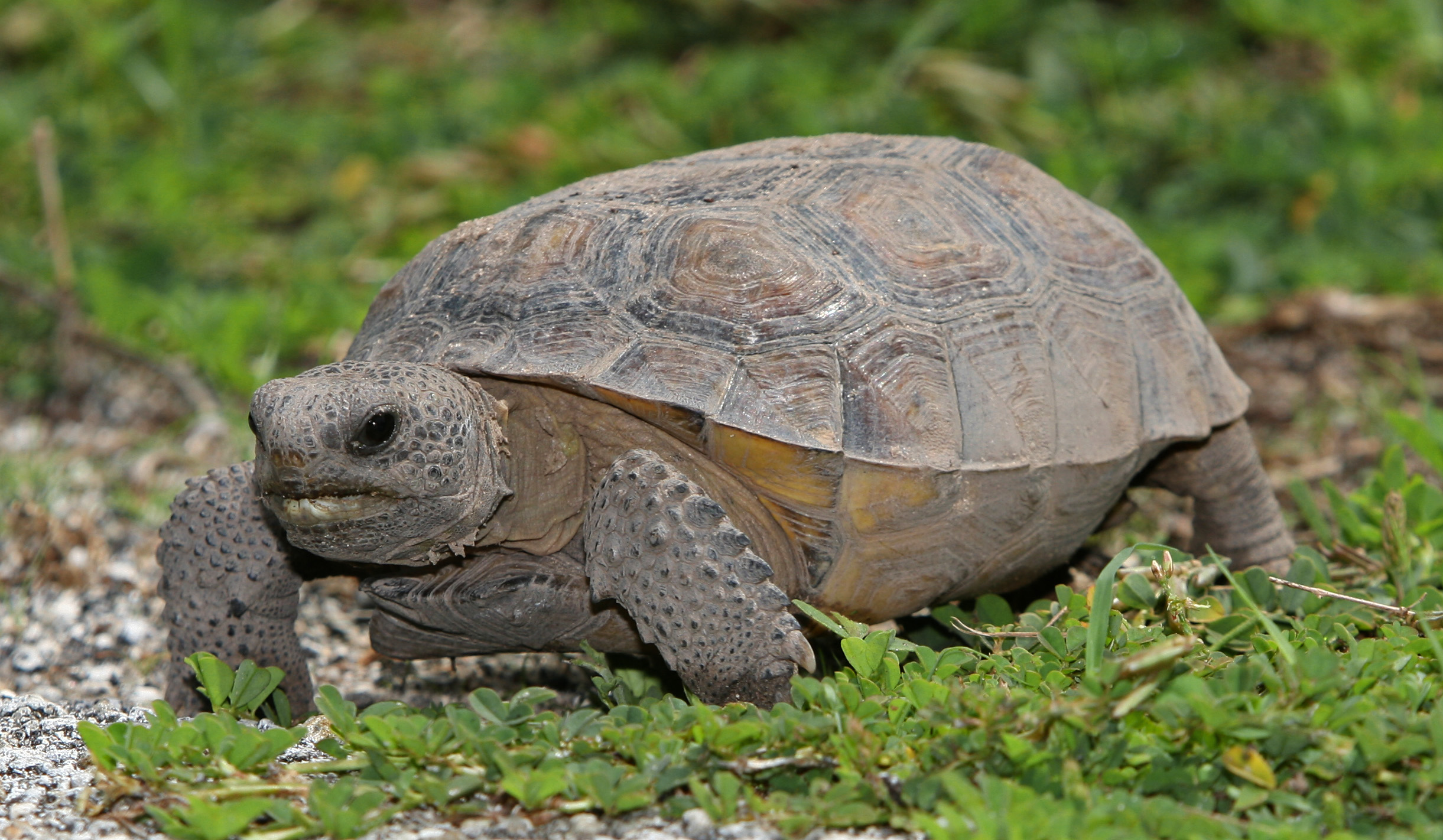
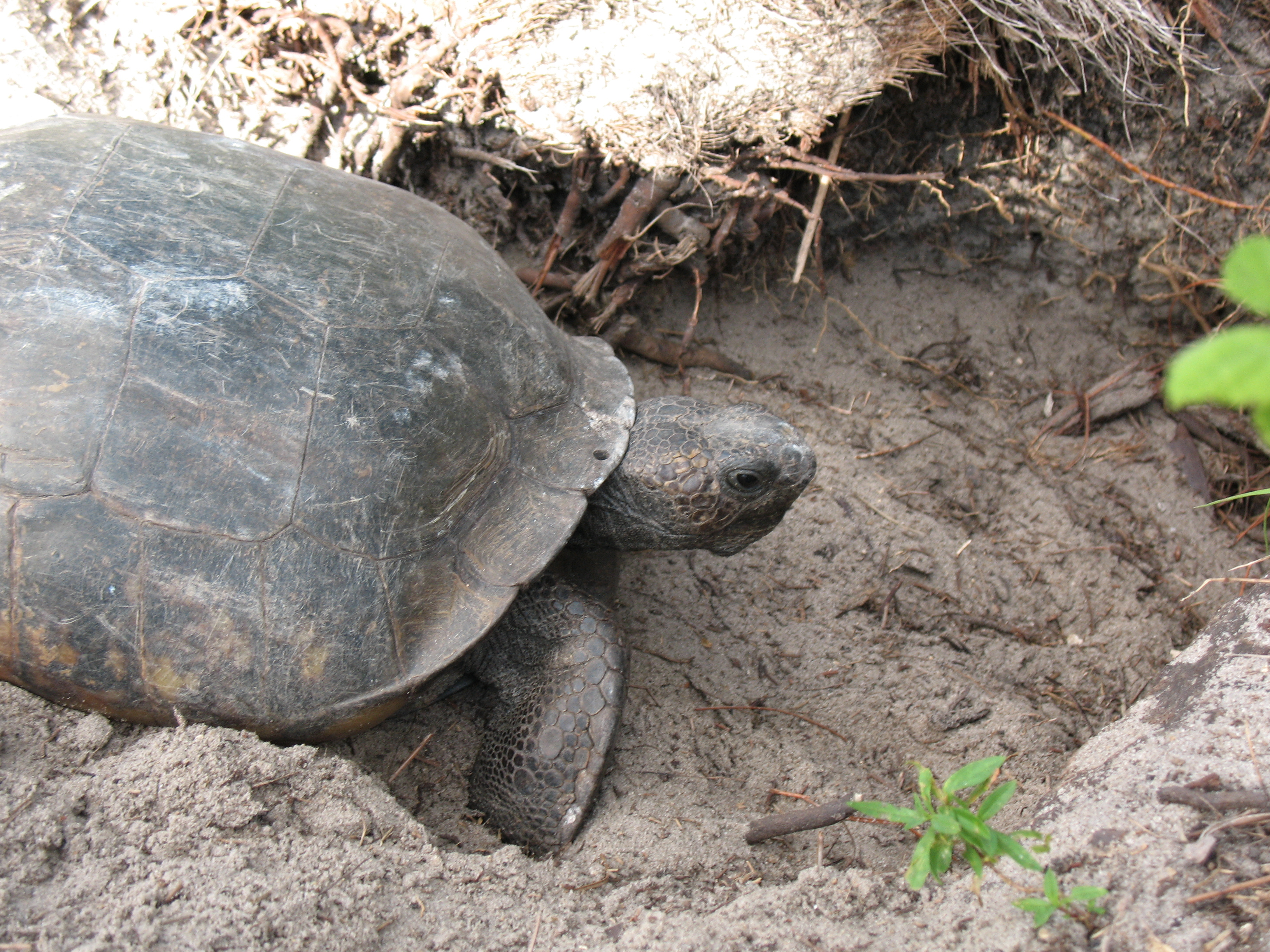
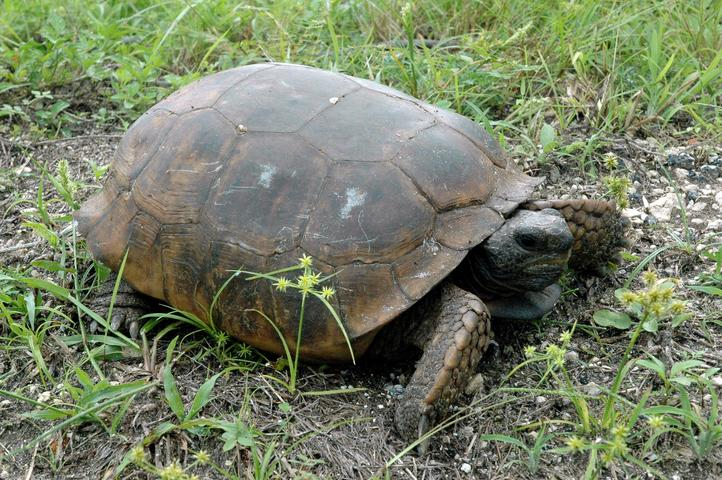
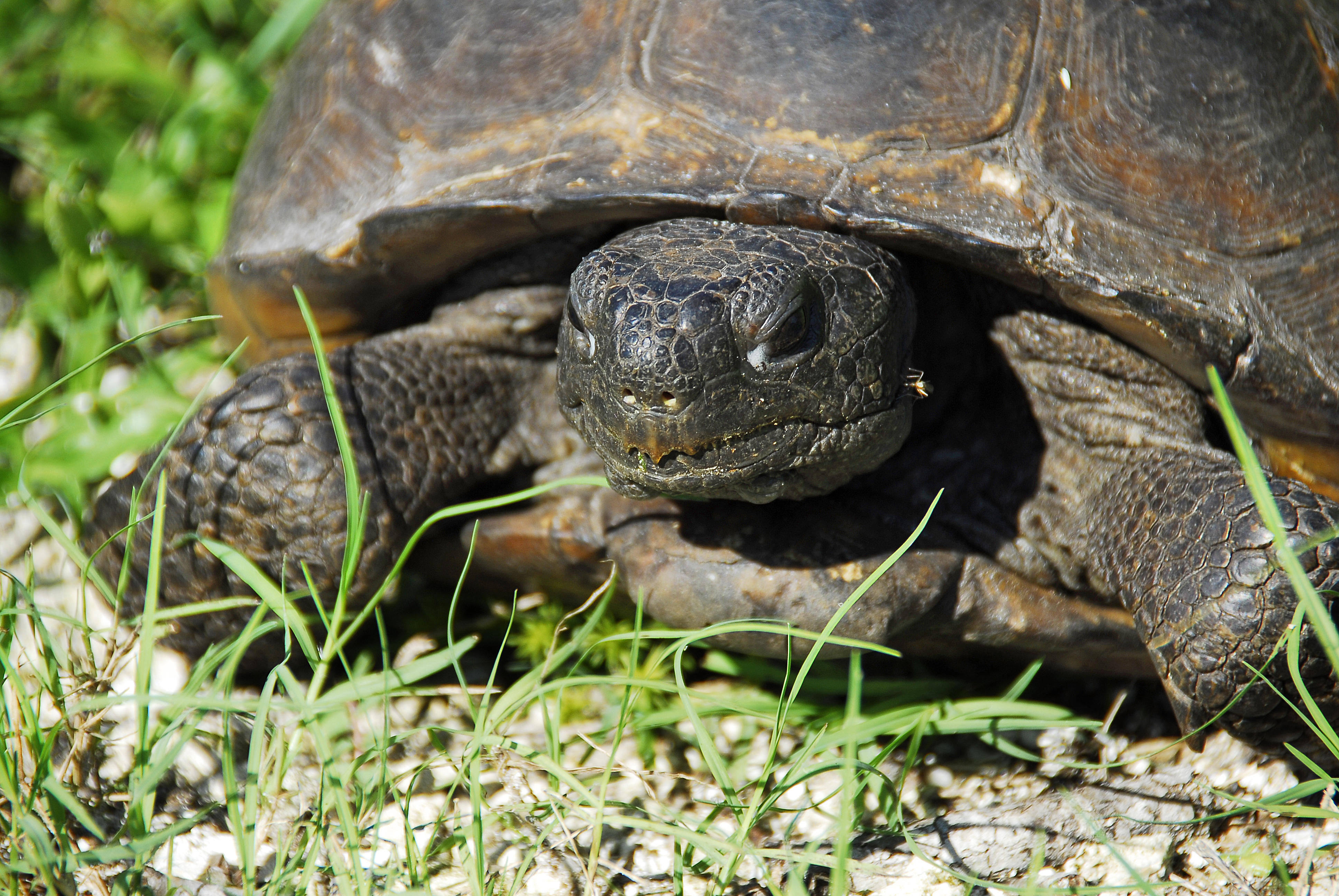
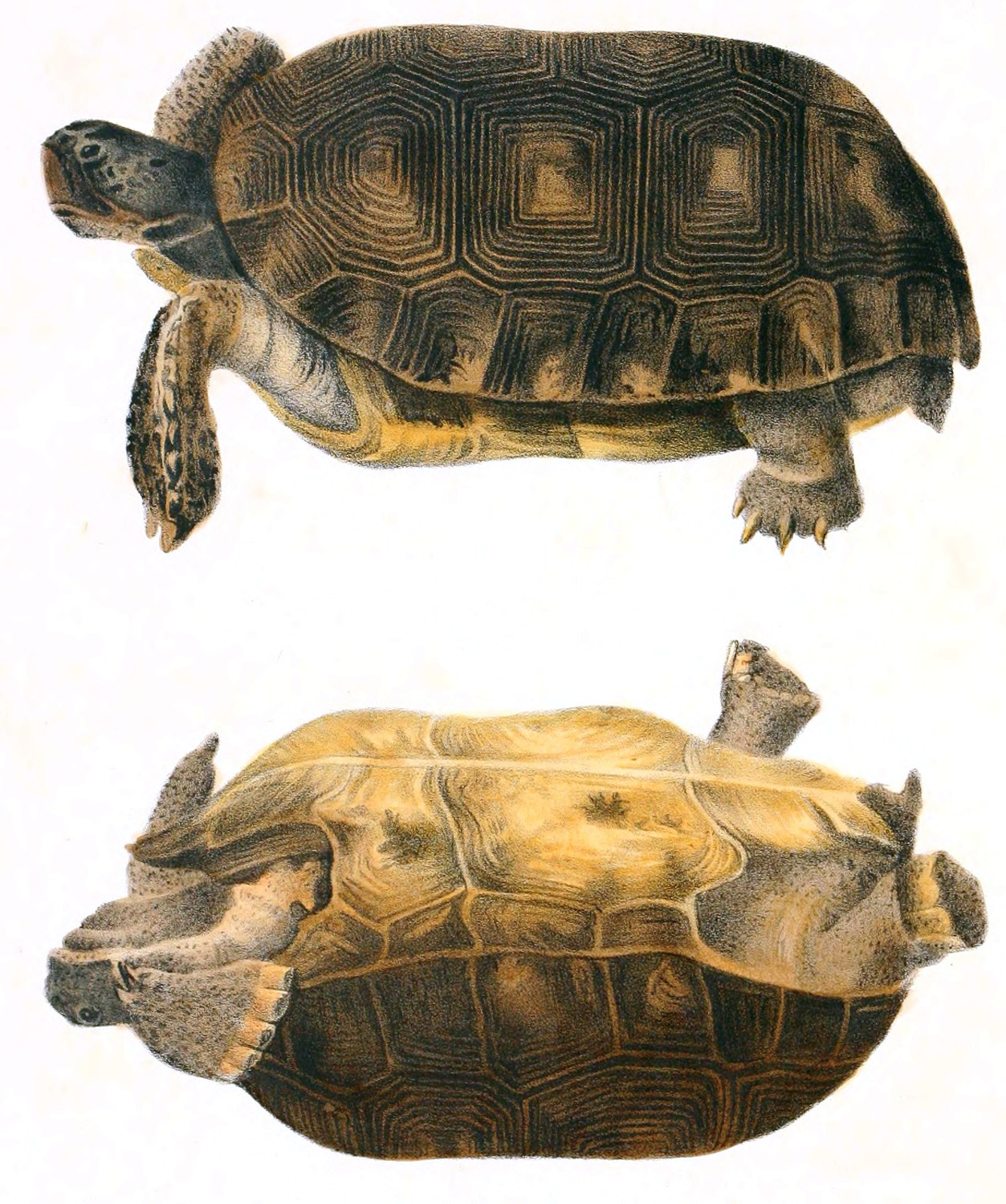